# Jędrzej Ilukowicz
Jędrzej Ilukowicz – polski autor fantastyki naukowej oraz tłumacz języka angielskiego.

## Życiorys
Pochodzi z Poznania. Jego debiutancka powieść w konwencji space opery Spod ciemnej gwiazdy (2001) została nominowana do Nagrody im. Janusza A. Zajdla. Jest autorem dodatków do gry fabularnej Neuroshima i jednym z tłumaczy 2. edycji gry Warhammer Fantasy Roleplay.

## Twórczość
- Spod ciemnej gwiazdy (2001)

## Tłumaczenia
- Wendigo 2007[2]
- Muzyka z zaświatów 2009[3];
- Rook 7. Złodziej dusz 2011;
- Wendigo 2012